# Spinileberis hyalina
Spinileberis hyalina är en kräftdjursart som beskrevs av Watling 1970. Spinileberis hyalina ingår i släktet Spinileberis och familjen Cytheridae. Inga underarter finns listade i Catalogue of Life.